# Николози
Николози (итал. Nicolosi) — коммуна в Италии, располагается в регионе Сицилия у подножия вулкана Этна, подчиняется административному центру Катания.
Население составляет 6560 человек (на 2004 г.), плотность населения составляет 148 чел./км². Занимает площадь 42 км². Почтовый индекс — 95030. Телефонный код — 095.
Покровителями коммуны почитаются св. Антоний Великий и Антоний Падуанский, празднование 13 июня.